# 加拿大謝絕來電列表
加拿大謝絕來電列表（简称DNCL），由加拿大政府于2004年12月13号公布，是一个为了让加拿大居民不受电话推销骚扰而设立的计划 。
加拿大居民可以在DNCL的网站（页面存档备份，存于）上输入自己的电话号码，在登记的31日之后，电话推销公司拨打该电话将被视为非法。2009年4月20起，加拿大廣播電視及通訊委員會宣布，拒绝电话推销的登记时长被从原来的三年升到现在的五年。
但DNCL因为其有限的作用被批评。联邦议员Percy Downe表示其：“完全没用（totally useless.)”。 并表示自己将手机码号登记到DNCL头三个月里，收到的广告推销电话突然增多了。其不仅没有起到减少广告电话的作用，DHCL的电话还被一些推销公司引用作为电话推销列表。